# Semana de Bell Ville 1947
De Semana de Bell Ville 1947 was een autorace die werd gehouden op 13 juli 1947 in Bell Ville.

## Uitslag
| Positie | Rijder               | Team               | Ronden | Tijd/Opgave |
| ------- | -------------------- | ------------------ | ------ | ----------- |
| 1       | Oscar Alfredo Gálvez | Alfa Romeo         | 30     | 1:09.28     |
| 2       | Pablo Gulle          | Hudson             | 29     | +1 ronde    |
| 3       | Mario Sessarego      | Chevrolet          | 29     | +1 ronde    |
| 4       | Pascual Puopolo      | Maserati           | 28     | +2 ronden   |
| 5       | Juan Manuel Fangio   | Volpi-Rickenbacker | 40     | +10 ronden  |
| DNF     | Italo Bizio          | Maserati           | ?      | ?           |
| DNF     | Juan Gálvez          | Alfa Romeo         | ?      | ?           |
| DNF     | Pablo Llano          | Maserati           | ?      | ?           |
| DNF     | Pablo Pessatti       | Alfa Romeo         | ?      | ?           |
| DNF     | Victorio Rosa        | Maserati           | ?      | ?           |

Rijders waarvan de positie is aangegeven met DNF hebben niet de finish bereikt. Van met ? aangeduide velden zijn geen gegevens voorhanden.